# Frank Banda
Frank Banda (ur. 12 stycznia 1991 w Nkhata Bay) – piłkarz malawijski grający na pozycji ofensywnego pomocnika. Od 2020 jest zawodnikiem klubu Silver Strikers FC.

## Kariera klubowa
Swoją karierę piłkarską Banda rozpoczął w klubie Blue Eagles FC, w którym w sezonie 2007 zadebiutował w pierwszej lidze malawijskiej. W latach 2010-2014 występował w CivO United FC, a w 2015 przeszedł do mozambickiego UD Songo. Grał w nim do 2020. Wywalczył z nim dwa mistrzostwa Mozambiku w sezonach 2017 i 2018, dwa wicemistrzostwa w sezonach 2016 i 2019 oraz zdobył dwa Puchary Mozambiku w latach 2016 i 2019. W 2020 został piłkarzem Silver Strikers FC. W sezonach 2020/2021 i 2023 został z nim wicemistrzem Malawi.

## Kariera reprezentacyjna
W reprezentacji Malawi Banda zadebiutował 29 listopada 2010 w wygranym 3:2 meczu Pucharu CECAFA 2010 z Kenią, rozegranym w Dar es Salaam. Od 2010 do 2018 rozegrał w kadrze narodowej 39 meczów i strzelił 2 gole.